# 餓死
餓死（がし、英: starvation）とは、食物の摂取を絶たれる（絶つ）ことにより、著しい栄養失調から死亡することを指す。

## 人間の餓死
成人では基礎代謝量のキロカロリー値は、体重のキログラム値の25倍から30倍、すなわち、体重60kgの男性なら1500キロカロリーから1800キロカロリー程度である。ヒトは日々の活動のエネルギー源として、肝臓と筋肉にグリコーゲンを蓄えているが、これは、絶食後約1日ですべて血糖（グルコース）となり、全身で使い果たされる。
グリコーゲンを使い果たした結果、血中グルコースが低下すると、肝臓中で脂肪酸の分解経路であるβ酸化回路が活性化され、肝臓中の脂肪がβ酸化を経てケトン体（β-ヒドロキシ酪酸、アセトン、アセトアセチルCoA）に変化し、血流中に流出する。アセトンを除くケトン体は、全身でグルコースに代わるエネルギー源として利用される。
したがって、栄養が欠乏するとまず肝臓や筋肉中のグリコーゲンが、ついで肝脂肪がエネルギー源として使われる。飢餓状態が更に進むと、体脂肪や皮下脂肪など肝臓以外の脂肪が血流に乗って肝臓へと運ばれ、これもまた、肝臓でβ酸化されてケトン体に変わり、同様にエネルギー源となる。これにより、ヒトは、理論上は水分の補給さえあれば絶食状態で2か月から3か月程度は生存が可能であり、この限界を越えれば餓死に至ることになる。
たとえば、体重70kg、体脂肪率20%と仮定したうえで、脂肪のカロリーを9kcal/g、絶食によって運動強度が下がった結果として低下する基礎代謝量を1200kcal/日とすると、70 kg × 0.2（体脂肪率）× 9 kcal/g / 1200 kcal/日 = 105日、となり、この計算だと、ヒトは絶食後3か月半ほど生存できることになる。ただし、これはあくまでエネルギーの計算上というだけで、実際には健康な状態を維持することは不可能に近い。
その理由は、ヒトの体内ではタンパク質、核酸、無機塩類、そのほかの様々な生理活性物質が緩やかに代謝回転しており、それらの新規合成のため、必須アミノ酸や必須脂肪酸、ミネラル類や、様々なビタミンなどを食物より摂取する必要があるからである。逆にこれらの摂取がない場合は筋肉などが分解し、別のタンパク質の合成のためのアミノ酸源として使われることになる。
食糧事情の悪い場所や時代において、心ならずも餓死する例は歴史上数多く見られる。また、ハンガー・ストライキの結果として餓死する場合もある。

## 日本における餓死
千葉県松戸市の本土寺に保管されている『本土寺過去帳』には、300年に渡る関東における死者数の推移が記録されている。その推移をグラフにすると、極端に死者数が増加し「山」や「峰」を形成する時代が散見される。こうした「山」や「峰」が形成される年代は、他の史料から飢餓のあった年代と一致していることが判明しており、飢饉による餓死が極めて多かった可能性が示唆される。こうした日本中世の飢餓の多さの原因の一つとして、農業基盤の脆弱さが指摘される。
この過去帳に記録される、中世における餓死は季節において一定の差異を見せる。餓死者が最も多くなるのが、旧暦の春から初夏にかけてである。春から初夏にかけての端境期が、食料が底をつく季節であることがその理由である。そして、それは「中世の地域に生きる人の一般的なあり方」でもあった。夏麦の収穫季節である5月を越えると、餓死者の数は劇的に減少している。夏麦の収穫により飢えが緩和されることが餓死者減少の理由である。中世の日本は寒冷化と飢餓に襲われた社会であり、春になると毎年のように顕著な食料不足に陥り、慢性的な飢餓に襲われていた。
日本では第二次世界大戦を通して、戦死者よりも多い数の餓死者が発生した。太平洋戦争における日本兵の死者は250万人だが、この内、7割もが広義での餓死者であり、太平洋戦線において戦域が拡大し過ぎ、兵站が絶たれたため、これらの餓死者が続出することになるが、別の地域（内国や遊兵）では、配給上、食料過多におちいる兵士も出ている。
終戦直後には、法令遵守の立場からヤミ米を拒否し、配給だけで生活しようとして餓死した判事、山口良忠が有名となった。食糧管理法を遵守して餓死した者として、山口の他には東京高校ドイツ語教授の亀尾英四郎、青森地方裁判所判事の保科徳太郎の名が伝えられている。
一方当時と比べ、飽食とも言われる世であるはずが、生活保護を受けず、あるいは受けられずに餓死する例、子供が保護者から虐待を受け食事を与えられずに餓死する事件、拒食症が原因で餓死する事例が発生している。前者の例は格差の増大の例とされることもあり、拒食症の事例では、拒食症患者全体の2割が自殺も含め、最終的には死亡に至っている。
また、2022年人口動態統計によると「食糧の不足（X53）」の死亡者数は15人（男性：12人、女性：3人）である。

## 主な餓死事件・人物
日本国内に関しては国名を省く。
- 伯夷・叔斉（古代中国・殷代末期）
- 良栄丸遭難事故（1926年）
- グスタフ・フラトー（1945年、ナチス・ドイツ） - ホロコーストによるもの
- 亀尾英四郎 （1945年）
- 山口良忠（1947年）
- 国民防衛軍事件（1951年、韓国）
- 伊勢崎市同居女性餓死事件（2001年）
- 門司餓死事件（2006年）
- 大阪2児餓死事件（2010年）
- 大阪元資産家姉妹孤独死事件（2011年）
- 篠栗男児餓死事件（2020年）

### 餓死を含む事件
- 貰い子殺人（太平洋戦争以前 - 1955年頃?）
- 寿産院事件（1946年 - 1948年）
- 尖閣諸島戦時遭難事件（1945年）
- メアリー・ジェーン・バーカー事件 (1957年)
- マルク・デュトルー事件（1995年）
- 西淀川区女児虐待死事件（2009年）

### 餓死寸前で保護された事件
- 巣鴨子供置き去り事件（1988年）
- 岸和田中学生虐待事件（2003年）